# بندق تركي

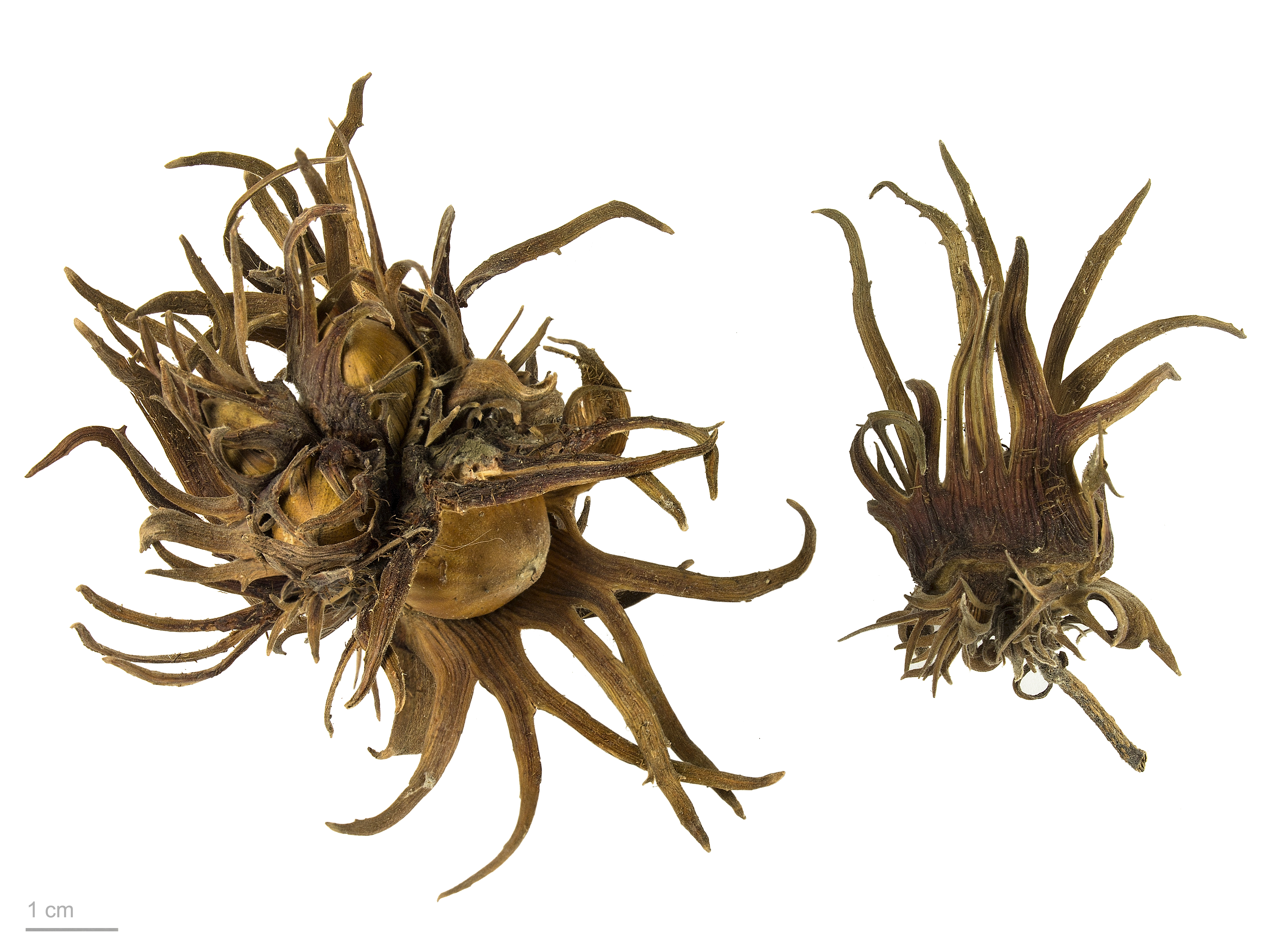
Corylus colurna

البندق التركي أو البندق (الاسم العلمي: Corylus colurna) نوع نباتي يتبع جنس البندق من الفصيلة القضبانية ويسمى (باللاتينية: Corylus colurna).

## معرض صور

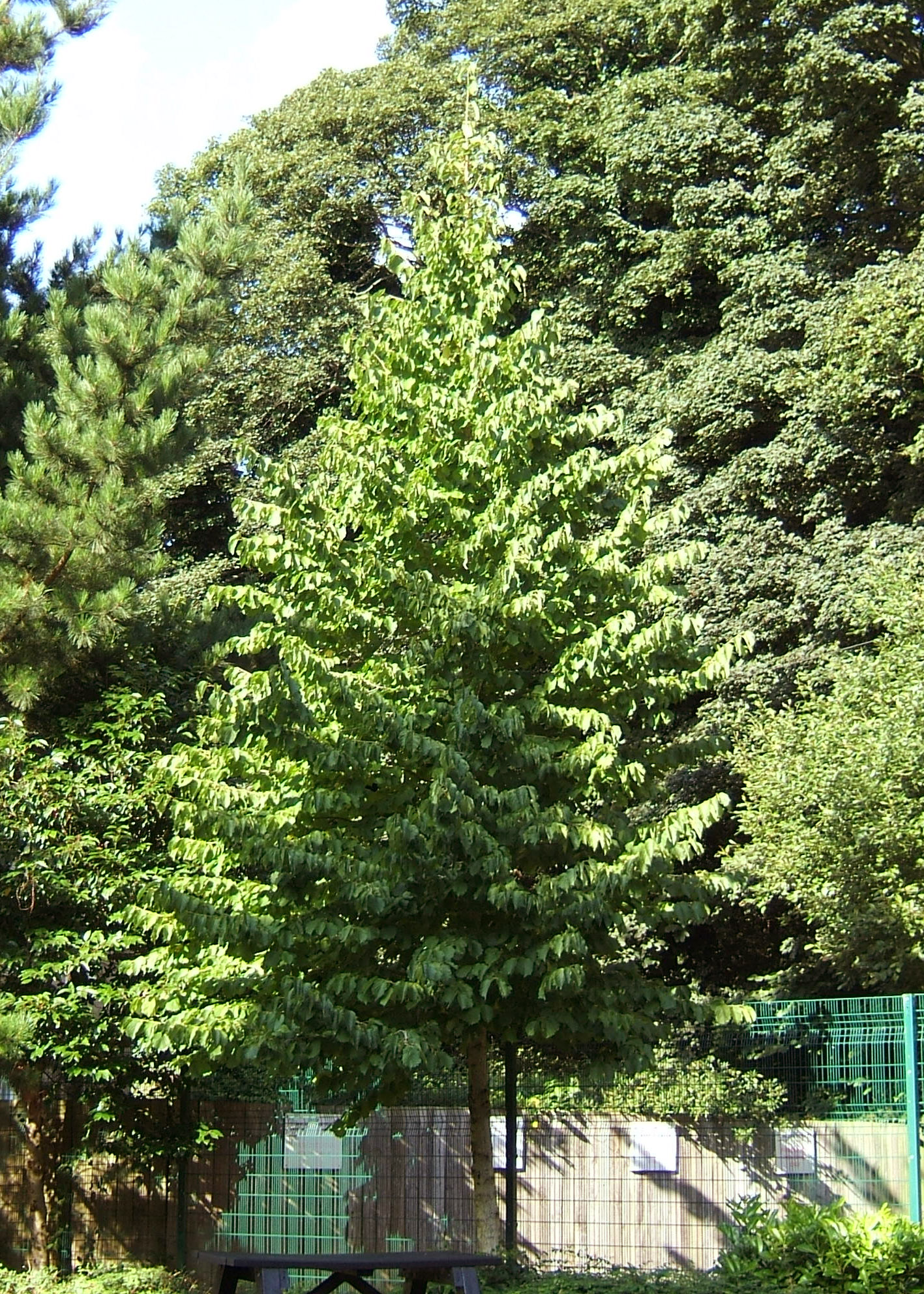
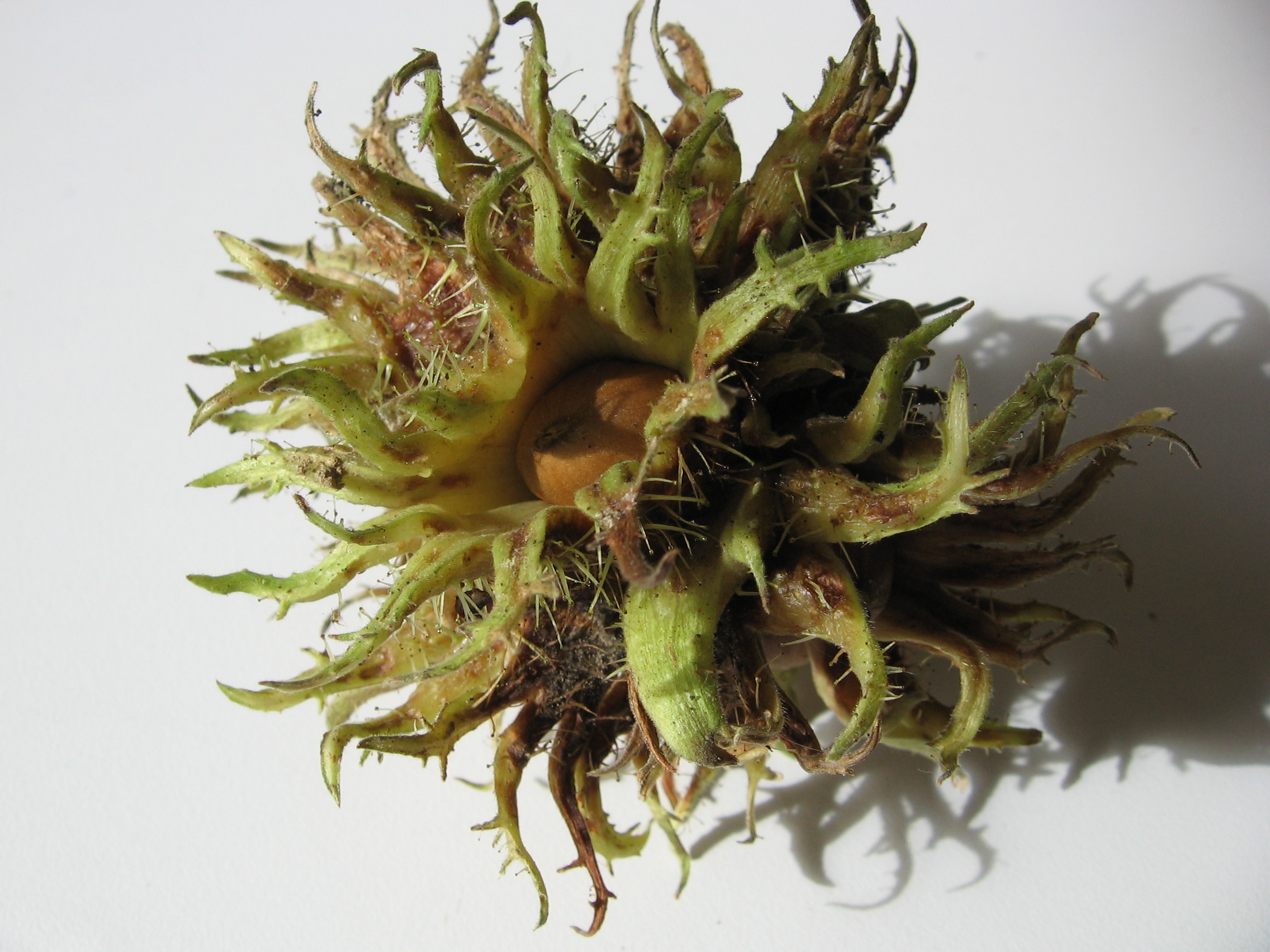
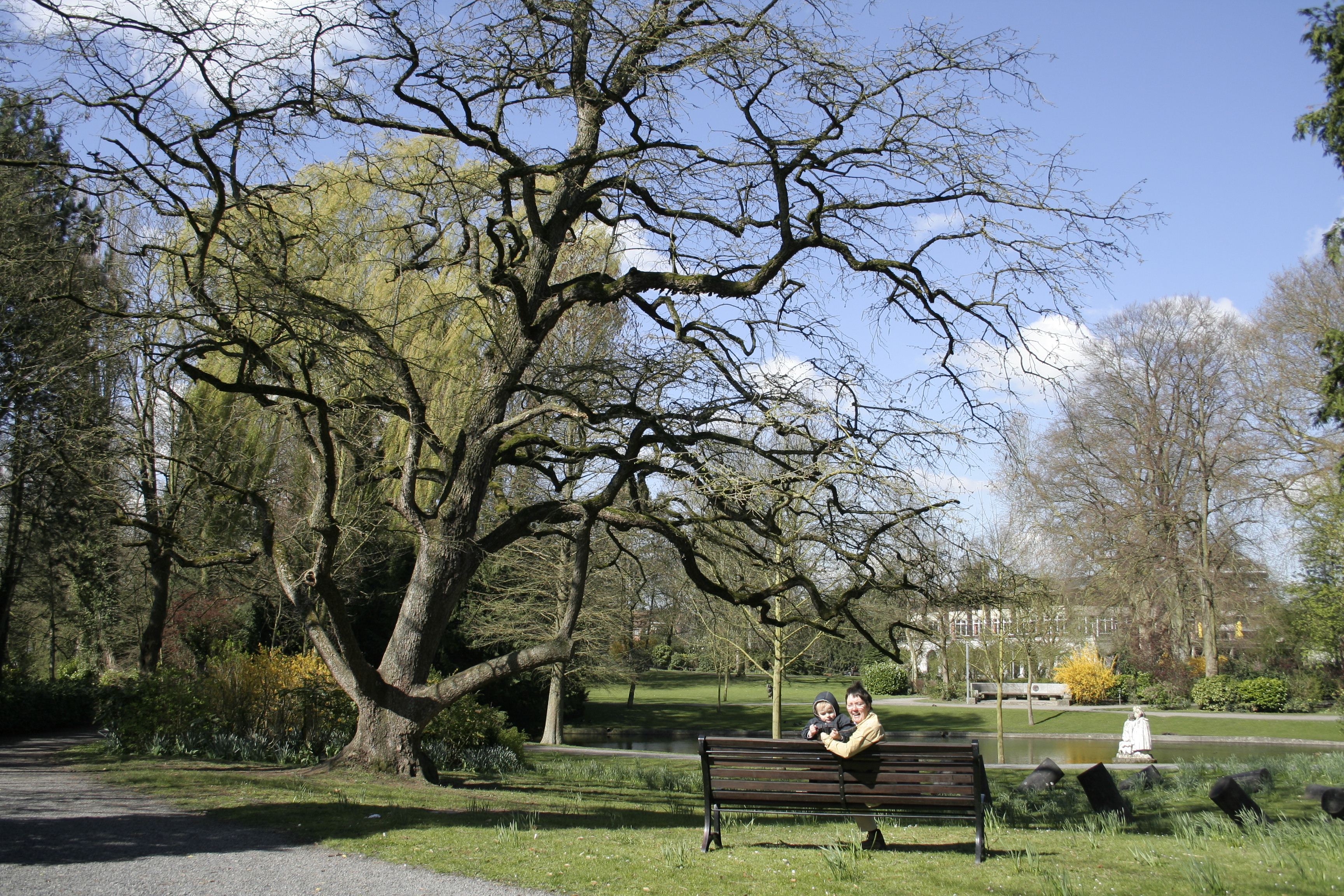